# Sourou
Sourou is een provincie van Burkina Faso. Sourou telde in 2019 ongeveer 285.000 inwoners op een oppervlakte van 5765 km². De hoofdstad is Tougan.

## Bestuurlijke indeling
De hoofdstad van de provincie is Tougan.
De provincie bestaat uit acht departementen: Di, Gomboro, Kassoum, Kiembara, Lanfiera, Lankoue, Toeni en Tougan.

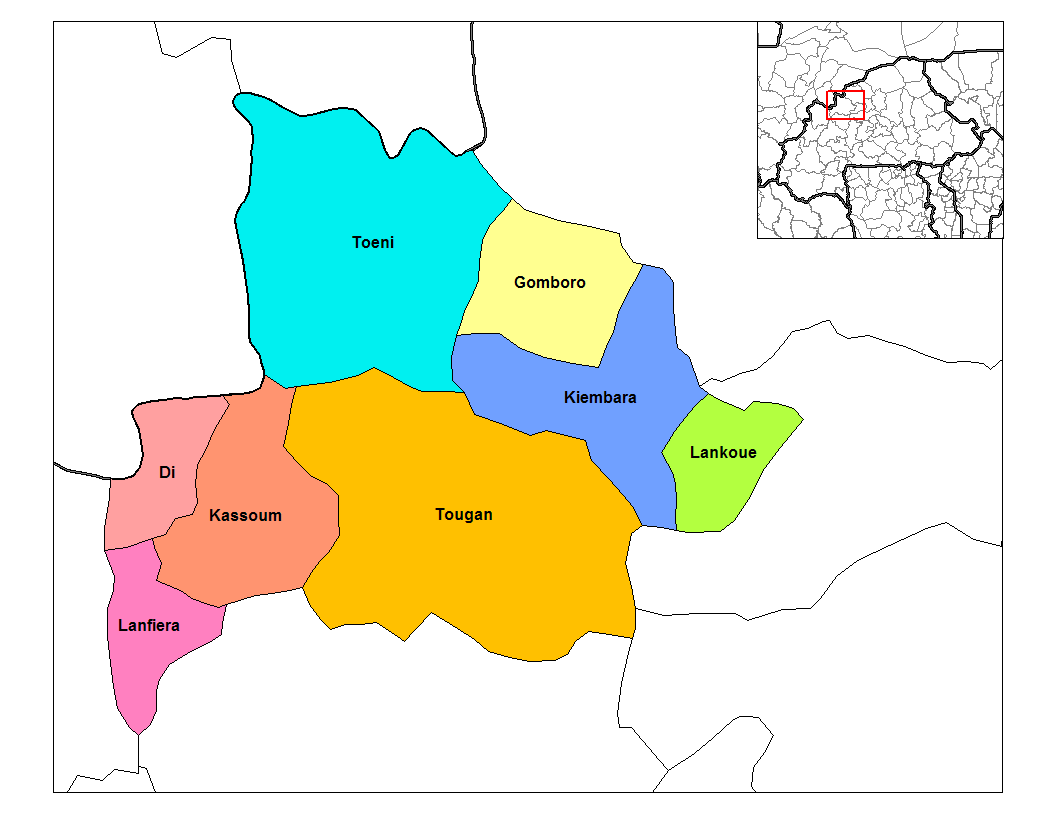
Departementen van Sourou

## Bevolking
In 2006 telde de provincie ongeveer 220.000 inwoners. In 2019 waren dat ongeveer 285.000 inwoners. Maar 10% van de bevolking woont in stedelijk gebied.

## Geografie
De provincie is genoemd naar de rivier Sourou, die door het gebied stroomt. De provincie grenst in het noordwesten aan Mali.
Balé · Bam · Banwa · Bazéga · Bougouriba · Boulgou · Boulkiemdé · Comoé · Ganzourgou · Gnagna · Gourma · Houet · Ioba · Kadiogo · Kénédougou · Komondjari · Kompienga · Kossi · Koulpélogo · Kouritenga · Kourwéogo · Léraba · Loroum · Mouhoun · Nahouri · Namentenga · Nayala · Noumbiel · Oubritenga · Oudalan · Passoré · Poni · Sanguié · Sanmatenga · Séno · Sissili · Soum · Sourou · Tapoa · Tuy · Yagha · Yatenga · Ziro · Zondoma · Zoundwéogo